# Mapa logístic

L'aplicació logística per a 100 generacions de x (traçades d'esquerra a dreta) amb r recorrent des de 0 fins a 4

L'aplicació logística és una aplicació matemàtica que es feu molt coneguda el 1976 arran d'un article científic del biòleg Robert May, i que fou estudiada més en profunditat pel físic Mitchell Feigenbaum. La intenció de Ray era trobar un model demogràfic senzill que expliqués la dinàmica d'una població de la qual hom ha suposat que té un creixement cada cop més lent a mesura que s'apropa a una quantitat d'individus considerada com a límit.
May comprovà que, en canviar els valors de l'únic paràmetre del model, aquest presentava solucions molt diferents i de vegades molt complexes, tot i que es tracta d'una simple aplicació polinòmica de grau 2. Per això, aquest model és sovint citat com a exemple de representació de com pot ser de complex un comportament caòtic, encara que es parteixi d'un model amb una expressió senzilla. Per exemple, el matemàtic i divulgador John Allen Paulos ha opinat que si un sistema tan trivial com aquesta equació pot evidenciar una impredictibilitat tan caòtica, llavors hom hauria de ser menys taxatiu i dogmàtic en relació amb els efectes que s'han predit que tindran certes polítiques ecològiques sobre un sistema tan gegantí i complex com és el planeta Terra.
L'aplicació logística es pot expressar matemàticament com a:
{\displaystyle \qquad x_{n+1}=rx_{n}(1-x_{n})}
on:
{\displaystyle \qquad x_{n}} és un nombre entre zero i u que representa la fracció d'individus en un territori, respecte d'un suposat nombre màxim possible, en un instant n.
{\displaystyle \qquad r} és un nombre positiu que representa la relació o taxa combinada entre la reproducció i la mortalitat.
Aquesta equació no lineal descriu dos efectes:
- El creixement de tipus exponencial de la població (efecte més visible quan la població és petita)
- La mortalitat addicional que augmenta a mesura que creix la població, deguda a la competència dels individus entre si per assegurar-se l'aliment necessari. Això es tradueix matemàticament pel terme quadràtic amb un signe negatiu.

Aquest model assumeix que els recursos per a la població són ilimitats, i que no hi ha mortalitat deguda a la competència amb altres espècies.
Tot i això, com a model demogràfic, l'aplicació logística té el problema patològic de què, per a algunes condicions inicials i certs valors de paràmetres, condueix a grandàries de població negatives. Aquest problema no apareix en el model de Ricker Mayor, que també presenta una dinàmica caòtica.

## Història
Fou el físic Robert May (Austràlia, 1936), pioner en la interdisciplica física-biologia, qui estudià aquest model no lineal buscant una forma senzilla d'explicar la dinàmica poblacional. El seu objectiu en crear aquest model era que en principi, la població en un instant podia predir-se a partir de la població en un instant previ, mitjançant multiplicació per una constant, però que a més tingués en compte el fet que, a mesura que la població creix i s'apropa a un valor considerat màxim, el valor de la població resulta cada cop menys allunyat del valor previ. Això reflectiria, per exemple, que per a valors de la població molt grans, faltaran aliments i les malalties es propagaran amb més facilitat.
El model descriu en temps discrets l'evolució d'una població a partir del coneixement d'aquesta població en un instant inicial. La variable {\displaystyle x_{n}} és la fracció d'individus en un territori (respecte d'un nombre màxim) en un temps donat. És a dir, el valor "0" representa l'absència de població i el valor "1" l'existència de tants individus com sigui possible. El model descriuria el valor futur de la població a partir del coneixement del valor present. En principi, es multiplica la fracció de la població present per una constant. Però, a més, per tenir en compte el fet que, en haver més població, la competència entre els individus augmenta i la població creix amb més dificultat, es multiplica la fracció poblacional per la diferència entre 1 i el valor poblacional actual.
Tot i això, aviat s'adonà que el model presentava una gran quantitat de solucions segons quin fos el valor del paràmetre que s'emprés, i que aquestes solucions eren molt diferents entre si. En efecte, en alguns casos la solució consistia en una complexa alternança de valors que no convergien ni a valors estacionaris ni a solucions periòdiques.
El fet que la iteració del càlcul per a diferents valors del paràmetre r conduís a solucions complexes, que semblaven aleatòries en el seu comportament (tot i tractar-se d'un model determinista molt senzill) causà gran impacte en la comunitat científica, i fou un dels detonants de l'estudi del que s'anomenaria teoria del caos.

## Comportament segons diferents valors der

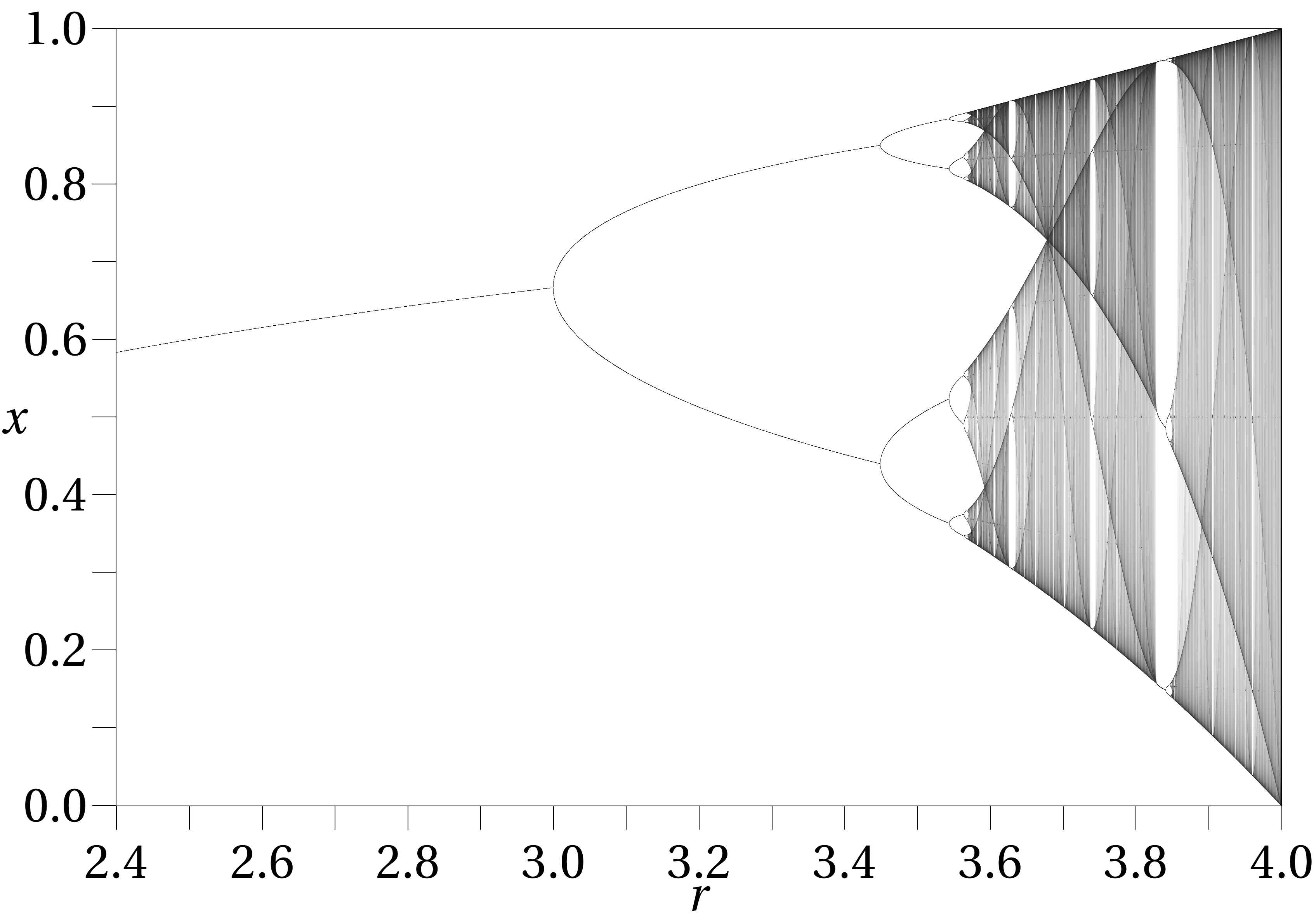
Diagrama de bifuració per a l'aplicació logística, segons diferents valors de r

Segons el valor que s'adjudiqui a r, s'observen els següents comportaments:
- Si {\displaystyle 0<r\leq 1} la població acabarà desapareixement, independentment del valor de la població inicial.
- Si {\displaystyle 1<r\leq 2} la població ràpidament tendirà al valor {\displaystyle {\frac {r-1}{r}}}, independentment del valor de la població inicial.
- Si {\displaystyle 2<r\leq 3} a la llarga la població també s'estabilitzarà en {\displaystyle {\frac {r-1}{r}}}, però prèviament fluctuarà a l'entorn d'aquest valor. La taxa de convergència és lineal, excepte per {\displaystyle r=3}, en què és molt lenta, menor que la lineal.
- Si {\displaystyle 3<r\leq 1+{\sqrt {6}}} (gairebé 3,45), en gairebé tots els casos la població s'aproxima a oscil·lacions permanents entre dos valors. Aquests dos valors depenen de r.
- Si r està entre 3,45 i 3,54 (aproximadament), la població tindrà oscil·lacions permanents, i s'aproximarà a 4 valors.
- Si r és lleugerament més gran que 3,54, la població oscil·larà entre 8 valors (16, després 32, etc.). La relació entre la longitud dels dos intervals successius de les bifurcacions s'aproxima a la constant de Feigenbaum δ = 4,669. Aquest comportament és un exemple d'un període doble de bifurcació.
- Amb r prop de 3,57 tenim l'inici del caos, però encara hi ha certs rangs aïllats de r que mostren un comportament no caòtic; sovint s'anomenen illes d'estabilitat. Per exemple, a partir de {\displaystyle 1+{\sqrt {8}}} (aproximadament 3,83), existeix una sèrie de paràmetres r que mostren oscil·lació entre els tres valors, i per valors lleugerament més alts de r, oscil·lacions entre 6 valors, després 12, etc.
- A més, si r = 4, els valors deixen l'interval [0,1] i divergeixen per a gairebé tots els valors inicials.

El diagrama de bifurcació resumeix tot. L'eix horitzontal mostra els valors del paràmetre r, i l'eix vertical mostra el valor de x que tendeix a infinit. A més, el diagrama és un fractal: si s'amplia la imatge al voltant del valor mencionat de {\displaystyle 1+{\sqrt {8}}} i se centra en una de les tres branques, la situació se sembla a una versió limitada i distorsionada de tot el diagrama. El mateix succeeix en tots els altres punts no caòtics.